# 神童寺
神童寺（しんどうじ）は、京都府木津川市山城町神童子不晴谷にある真言宗智山派の寺院。山号は北吉野山。本尊は蔵王権現。

## 歴史
当寺に伝わる「北吉野山神童寺縁起」によると、当寺は聖徳太子の創建であり、大観世音教寺と称していたという。
その後、天武天皇4年（675年）に役行者が当寺に入って修行を行っていたところ、2人の神童が現れた。役行者はその神童の助力を得て蔵王権現像を刻むと、当寺の新たな本尊として祀ったという。やがて当寺は寺名を神童教護国寺や神童寺とし、この地に大和国吉野郡の金峰山を拠点とする修験者集団の勢力が及ぶと、修験道の道場として栄えた。
後に衰退してしまうが、興福寺の願安大師が再興して旧観に復した。最盛期には付近の山一帯に二十六坊の堂が存在したことが所蔵の絵図からうかがえる。
しかし、治承4年（1180年）に平資盛の兵火にかかって一山二十六坊が全焼する。
建久元年（1190年）に源頼朝によって再建されたが、元弘元年（1331年）の元弘の乱での兵火で再び焼失した。その後、応永13年（1406年）に興福寺官務懐乗越前によって現在の本堂である蔵王堂が再建されている。
江戸時代には有栖川宮から御祈願所の命旨を賜い、特に菊花御紋章の幕を下賜されている。

## 境内
- 本堂（重要文化財） - 応永13年（1406年）に興福寺官務懐乗越前によって再建。
- 護摩堂（木津川市指定有形文化財） - 江戸時代再建。
- 庫裏
- 十三重石塔
- 五重石塔
- 地蔵堂
- 鐘楼
- 収蔵庫
- 山門（表門、木津川市指定有形文化財） - 江戸時代再建。

## 文化財

### 重要文化財
- 本堂 附：棟札・銘札・旧鬼瓦 - 応永13年（1406年）。
- 木造愛染明王坐像 - 平安時代。高さ64.5cm。神童寺の愛染明王坐像は天弓愛染と呼ばれており、一般的な愛染明王と異なって天に向かって矢を射る姿をしている。このような姿の重要文化財の愛染明王は日本に4体しかなく、貴重である[3]。
- 木造不動明王立像 - 平安時代。高さ162.1cm。神童寺の不動明王立像は波切白不動尊と呼ばれており、白い体をして子供のような姿をしている。波立つような服装と螺髪で小さな牙が見られる。このような姿の像は日本に4体しかなく、その中でも白色の像はとても珍しくこの一体のみである[3]。
- 木造阿弥陀如来坐像 - 平安時代。
- 木造毘沙門天立像 - 平安時代。
- 木造日光菩薩立像 - 平安時代。
- 木造月光菩薩立像 - 平安時代。
- 木造伎楽面 1面 - 建久7年（1196年）。

### 京都府暫定登録史跡
- 境内

### 木津川市指定有形文化財
- 護摩堂 - 江戸時代。
- 表門 - 江戸時代。

## 所在地
- 京都府木津川市山城町神童子不晴谷112

## アクセス
- JR奈良線 棚倉駅より徒歩約40分。自動車なら約10分。